# Vehkalahden Veikot
Vehkalahden Veikot är en idrottsförening i Fredrikshamn grundad 1911 med sporterna: orientering, skidskytte, längdskidåkning, friidrott och triathlon.
Inom orientering vann föreningens lag Jukolakavlen 1983 och 2006.  Tero Föhr, Marc Lauenstein, Simo-Pekka Fincke(fi), Baptiste Rollier och Anni-Maija Fincke är framgångsrika orienterare från föreningen.
Klubben tilldelades utmärkelsen Pohjola-palkinto Hyvälle Seuralle(fi) på Urheilugaala(fi) (Idrottgalan) 2012 för sina varierade och bra aktivititer.